# Kim Da-yeong
Kim Da-yeong (김다영 ?, 金多瑛?, Gim Da-yeongLR, Kim Ta-yŏngMR; [kim ta̠ jʌ̹ŋ]; 14 marzo 1998) è una giocatrice di go sudcoreana.
Il suo nome è talvolta riportato come Kim Da-young.

## Biografia
Figlia minore di Kim Seong-rae 6d e sorella di Kim Chae-yeong 8d, è diventata professionista nell'agosto 2015.
A giugno 2017 è stata promossa 2 dan. Ha vinto la prima edizione del Kisung femminile sconfiggendo O Yu-jin. A dicembre è stata promossa 3 dan.
A maggio 2019 è stata promossa 4 dan.
A luglio 2023 è stata promossa 5 dan.

## Palmarès
| Nazionali        | Nazionali | Nazionali |
| Torneo           | Vittorie  | Finalista |
| ---------------- | --------- | --------- |
| Kisung femminile | 1 (2017)  |           |